# ヘレン・バンナーマン

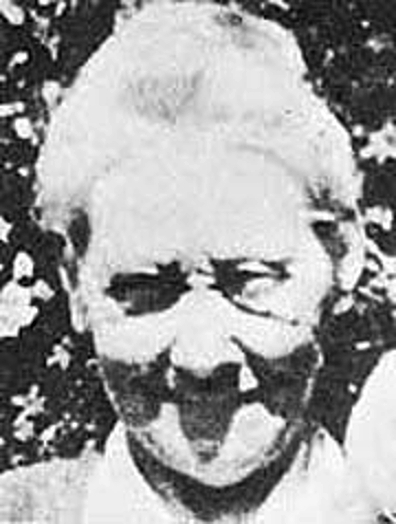
ヘレン・バンナーマン

ヘレン・ブローディー・コーワン・バンナーマン（Helen Brodie Cowan Bannerman, 1862年2月25日 - 1946年10月13日）は、『ちびくろサンボ』をはじめとする子ども向けの絵本で知られるスコットランドの児童文学作家・絵本作家。

## 表記
最初に広く知られるようになった岩波書店刊の『ちびくろ・さんぼ』（光吉夏弥訳）で「へれん・ばんなーまん」と表記されたため、「バンナーマン」とする表記が一般的であるが、「バナマン」あるいは「バナーマン」とする方が実際の発音に近い。（ゆあさふみえや守一雄は「バナマン」を、灘本昌久は「バナーマン」を用いている。）

## 生い立ち
エジンバラに、ロバート・ワトソン（Robert Boog Watson, 1823-1910）とジャネット・コーワン（Janet Cowan, 1831-1912）の間の長女として誕生。父親のワトソンはフリーチャーチ牧師でありながら海洋生物学者でもあり、チャレンジャー号海洋探検隊の学術委員を務めた。母親のジャネットは、ペニキュの大製紙工場主のアレクサンダー・コーワンの４女であった。幼少期は父親の仕事の都合でポルトガルのマデイラで軟体動物に囲まれて過ごし、就学年齢になるとエジンバラのコーワン家に預けられた。セント・アンドルース大学に進み文学を専攻した。医師のウィリアム・バナーマン（Dr William Burney Bannerman,）と結婚し、インド植民地軍医となった夫と伴にインドに30年ほど滞在し、その間、４人の子供に恵まれた。明治政府の測量師長だったコリン・アレクサンダー・マクヴェインの姪にあたる。

## 『ちびくろサンボ』
イギリス陸軍の軍医だった夫に同行し、インドのタミル・ナードゥ州マドラス滞在中に自分の娘たちのために私家版として作ったのがThe Story of Little Black Sambo（『ちびくろさんぼのおはなし』）である。この絵本をはじめ、作品の多くの主人公が、添えられたイラストからも、南インド、もしくはタミルの子どもだと推測されるのはこのためである。
彼女の描いたイラストや物話自体には人種差別的な強調は含まれておらず、概して子どもの利巧さや発想の才を褒める物語が多い。しかし、本来私家版として作られた絵本を商業的な出版とする過程で著作権の混乱があり、アメリカ合衆国ではオリジナルとは異なるイラストによる異本が多数出版され、その中には主人公をアフリカ系の黒人のように描いたものも多かった。また、「サンボ」という主人公名は、アメリカでは黒人に対する蔑称でもあったため、これらの絵本はしばしば世界各地で発売禁止になったり、図書館での閲覧が制限されたりすることがあった。
日本で1953年（昭和28年）に出版された岩波版『ちびくろ・さんぼ』もアメリカで1927年（昭和2年）に出版されたフランク・ドビアスのアフリカ黒人風のイラストを用いたものであった。そのためもあって、1988年（昭和63年）に岩波版を含むほとんどすべての『ちびくろ・さんぼ』が自主的に絶版とされた。その後、ヘレン・バナマン自身によるオリジナルは『ちびくろさんぼのおはなし』（灘本昌久訳）として1999年（平成11年）に径書房から出版された。旧岩波版『ちびくろ・さんぼ』は、2005年（平成17年）に瑞雲舎によって『ちびくろ・さんぼ』（イラストはフランク・ドビアス）『ちびくろ・さんぼ2』（イラストは岡部冬彦）として復刊された。

## 作品
- The Story of Little Black Sambo, 1899年
  - 『ちびくろさんぼのおはなし』なだもとまさひさ 訳、径書房、1999年5月。ISBN 4-7705-0173-0。
- Story of Little Black Mingo, 1901年
  - 『ちびくろ・みんご』大石真 文、村上勉 絵、ポプラ社〈ちびくろ絵本 6〉、1968年。
- Story of Little Black Quibba, 1902年
  - 『ちびくろ・きーば』鈴木徹郎 文、村上勉 絵、ポプラ社〈ちびくろ絵本 5〉、1968年。
- Little Degchie-Head: An Awful Warning to Bad Babas, 1903年
- Little Kettle-Head, 1904年
- Pat and the Spider, 1905年
- The Teasing Monkey, 1907年
- Little Black Quasha, 1908年
  - 『ちびくろ・かーしゃ』鈴木徹郎 文、村上勉 絵、ポプラ社〈ちびくろ絵本 4〉、1968年。
- Story of Little Black Bobtail, 1909年
  - 『ちびくろ・ぼっぶ』大石真 文、村上勉 絵、ポプラ社〈ちびくろ絵本 3〉、1968年。
- Sambo and the Twins, 1936年
  - 『ちびくろさんぼ2』岡部冬彦 文、光吉夏弥 絵、瑞雲舎、2005年9月。ISBN 4-916016-56-4。
- Little White Squibba, 1965年 - 『ちびくろさんぼのおはなし』の主人公を白人少女に置き換えて作り直したもの。エリザベス・ヘイによれば、ヘレン・バナマンの没後に娘のデイがイラストを描いたとされる[1]。